# Claude Bassler
Pour les articles homonymes, voir Bassler.
Claude Bassler, née le 26 décembre 1958 à Vitry-le-François, est une footballeuse française évoluant au poste de défenseur.

## Carrière

### Carrière en club
Claude Bassler évolue à l'ESF Vitry-le-François jusqu'en 1977, rejoignant ensuite le Stade de Reims. Elle remporte notamment avec Reims la finale du championnat de France féminin 1981-1982, après avoir perdu la finale de l'édition précédente.

### Carrière en sélection
Claude Bassler compte 5 sélections en équipe de France entre 1977 et 1982. 
Elle reçoit sa première sélection en équipe nationale le 17 avril 1977, en amical contre la Suisse (victoire 2-1). Elle joue son dernier match le 12 juin 1982, en amical contre la Belgique (défaite 1-0).